# Drassodes lapidosus
Drassodes lapidosus är en spindelart som först beskrevs av Charles Athanase Walckenaer 1802.  Drassodes lapidosus ingår i släktet Drassodes och familjen plattbuksspindlar. Utöver nominatformen finns också underarten D. l. bidens.